# 스콧 치퍼필드
스캇 케니스 치퍼필드(Scott Kenneth Chipperfield, 1975년 12월 30일 ~ )는 오스트레일리아의 전 축구 선수로서, 포지션은 레프트 백 및 레프트 윙어이다.

## 축구인 생활

### 선수 생활
1996년 울런공 울브스에서 선수 생활을 시작한 치퍼필드는 2000년과 2001년 팀이 현 A-리그의 전신 격인 내셔널 사커 리그의 우승을 차지하는데 중추적인 역할을 하며 유럽 클럽들의 러브콜을 받기 시작하였다.
2001년, 잉글랜드 프리미어리그 볼턴 원더러스 FC에서 입단 테스트를 받았으나 입단에는 실패하였고, 이후 스위스 슈퍼 리그의 명문 구단 FC 바젤로 이적하였다. 이적 후 첫 시즌에서 팀의 리그 우승에 기여하며 바젤에 22년만의 리그 우승컵을 안겼다.
2006년 독일 월드컵 대표팀에 참가했고 좋은 활약을 보여줘 16강에도 진출 하여 준수한 모습을 보여 줬다.
이후 팀의 핵심 선수로 꾸준히 활약하였으며, 2009년 1월, 독일 분데스리가 헤르타 BSC 베를린으로 이적을 추진하기도 하였으나 부상으로 결렬되었다.